# Vierschichtdiode

Shockley-Diode:
a. physikalischer Aufbau der Halbleiterschichten,
b. Ersatzschaltbild,
c. Schaltsymbol

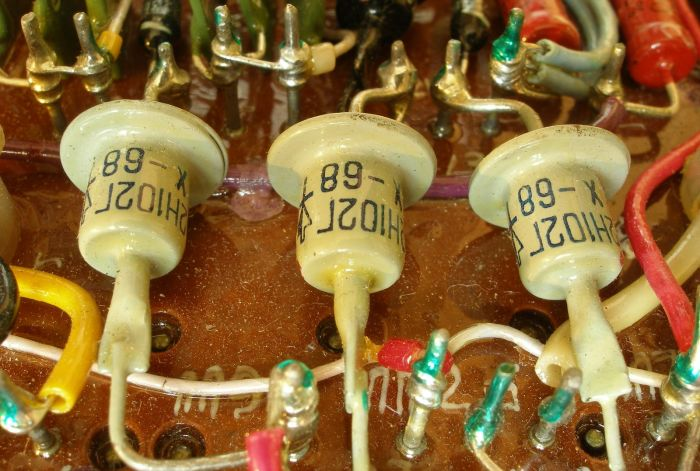
Vierschichtdiode 2Н102Г (2N102G) in einer militärisch genutzten Schaltung

Die Vierschichtdiode, auch als Dinistor oder als Shockley-Diode bezeichnet (nach dem Physiker William B. Shockley), ist ein Silizium-Halbleiterbauteil mit vier Halbleiterzonen. Die ersten Vierschichtdioden wurden Ende der 1950er Jahre von Shockley Semiconductor Laboratory hergestellt und waren mit die ersten aus Silizium hergestellten Halbleiterbauelemente.
Sie ist heute durch andere Halbleiterbauelemente, insbesondere den Diac, abgelöst und hat keine wirtschaftliche Bedeutung mehr.
Die Shockley-Diode ist nicht zu verwechseln mit der Schottky-Diode.

## Funktion
Die Funktion der Vierschichtdiode ähnelt einem Thyristor mit nicht angeschlossenem Gate. Das Bauteil besteht aus vier unterschiedlich dotierten Halbleiterschichten und drei pn-Übergängen, wie in der Abbildung unter a. dargestellt. Die Ersatzschaltung, unter b. dargestellt, besteht aus zwei Bipolartransistoren mit je einem npn- und pnp-Transistor. Das Schaltsymbol ist unter c. abgebildet. Die beiden Anschlüsse der Vierschichtdiode heißen Anode und Kathode.
Bei Überschreiten einer bestimmten Spannung entsprechender Polarität an den Anschlüssen kommt es zur Zündung: Die Vierschichtdiode wird niederohmig. Dieser Zustand besteht so lange, bis ein bestimmter Haltestrom unterschritten wird. Danach kippt das Bauelement wieder in den hochohmigen Ausgangszustand. Diese Funktion entspricht dem sogenannten Überkopfzünden (engl. breakover) eines Thyristors. Thyristoren, welche speziell auf das Überkopfzünden ausgelegt sind, werden auch als Dynistor bezeichnet und finden in der Leistungselektronik Anwendung. Von ihrem Verhalten ähnelt die Vierschichtdiode den für Wechselspannung ausgelegten Vielschichtdioden (Diacs).
Vierschichtdioden wurden als Schalterbauteile kleiner Leistung eingesetzt, überwiegend zum Ansteuern von Thyristoren.

## Kennlinie und typische Werte

Kennlinie

| Beschreibung                                          | Bereich                 | Typisch         |
| Vorwärtsbetrieb                                       | Vorwärtsbetrieb         | Vorwärtsbetrieb |
| ----------------------------------------------------- | ----------------------- | --------------- |
| Schaltspannung US                                     | 10…250 V                | 50 V ± 4 V      |
| Haltespannung UH                                      | 0,5…2 V                 | 0,8 V           |
| Schaltstrom IS                                        | einige µA bis einige mA | 120 µA          |
| Haltestrom IH                                         | 1…50 mA                 | 14…45 mA        |
| Rückwärtsbetrieb                                      |                         |                 |
| Sperrstrom IR                                         |                         | 15 µA           |
| Max. zulässige Sperrspannung URMax (Zenerspannung UZ) | 10…250 V                | 60 V            |

## Alternative Namen und Schaltzeichen
In der Literatur sind auch weitere Namen und Schaltzeichen für die Vierschichtdiode gebräuchlich, die teilweise auch für Diacs benutzt werden:
- Thyristordiode
- Triggerdiode
- Kippdiode
- 4-Lagen-Transistor-Diode
- pnpn-Diode

- [6]
- [1]
- [1][3]
- [2]

In dem Symbol das auch von Shockley verwendet wurde, erkennt man die Zahl Vier:
